# 데릭 재커비
데릭 조지 재커비 경(영어: Sir Derek George Jacobi, CBE, 1938년 10월 22일~)은 영국의 배우 겸 연극 감독이다.

## 출연 작품
- 《자칼의 날》
- 《헨리 5세》
- 《환생》
- 《글래디에이터》 - 그라쿠스 역
- 《고스포드 파크》
- 《킹스 스피치》 - 아치비숍 코스모 랭 역
- 《마릴린 먼로와 함께한 일주일》
- 《사랑의 역사》
- 《스트라튼》
- 《오리엔트 특급 살인》 - 에드워드 마스터맨 역
- 《톨킨》
- 《글래디에이터 2》 - 그라쿠스 역

## 서훈
- 1985년 대영 제국 훈장 3등급(CBE) 수훈
- 1994년 기사작위(Knight Bachelor) 서임